# Ким Дян Дык
Ким Дян Дык (26 февраля 1909 года, Владивосток, Российская империя — июль 1982 года, Алма-Ата) — председатель колхоза имени МОПРа Каратальского района Талды-Курганской области, Казахская ССР. Герой Социалистического Труда (1948).

## Биография
Трудовую деятельность начал с 14-летнего возраста в 1923 году. Работал в сельском хозяйстве до 1930 года, затем был рабочим во Владивостоке, рыболовом на Камчатке. В 1931—1933 годах — бригадир рабочих в торговом порту Владивостока. Затем обучался в школе профсоюзного движения во Владивостоке (1933—1934). С 1934 по 1937 года — бригадир полеводческой бригады в одном из колхозов Владивостокского района.
В 1937 году депортирован на спецпоселение в Алма-Атинскую область Казахской ССР. С 1937 по 1940 года был заместителем председателя колхоза «Дальний Восток» в Каратальском районе. В 1939 году вступил в ВКП(б). C 1940 по 1943 года — председатель исполкома Калининского сельского совета. Затем — заместитель председателя колхоза имени МОПРа Каратальского района (1943—1944). В 1944 году назначен председателем колхоза имени МОПРа.
В 1946 году получил Орден «Знак Почёта» за превышение плана по выращиванию пшеницы и риса. В 1947 года колхоз имени МОПРа собрал 30,3 центнера пшеницы на 40 гектарах. Указом Президиума Верховного Совета СССР от 28 марта 1948 года «за получение в 1947 году высоких урожаев пшеницы» удостоен звания Героя Социалистического Труда с вручением ордена Ленина и золотой медали «Серп и Молот».
В 1950 году получил среднее образование в Уш-Тобе. В 1951 году окончил Республиканские курсы работников сельского хозяйства. В 1951—1952 годах — заместитель председателя колхоза «Ленинский путь». С 1952 года — председатель колхоза «Достижение» Каратальского района. С 1960 года — управляющий подсобным хозяйством, начальник цеха, заведующий центральным овощным складом Алма-Атинского плодоконсервного комбината.
В 1971 году вышел на пенсию. Персональный пенсионер союзного значения. Проживал в Алма-Ате.
Скончался в июле 1982 года. Похоронен в Алма-Ате.

## Награды
- Герой Социалистического Труда
- Орден Ленина
- Орден Знак Почёта (1946)
- Медаль «За доблестный труд в Великой Отечественной войне 1941—1945 гг.»
- Медаль «За освоение целинных земель» (1957)
- Почётная Грамота Президиума Верховного Совета Казахской ССР (1946).